# Zazeran
Zāzerān (persiano زازران) è una città dello shahrestān di Falavarjan, circoscrizione Centrale, nella Provincia di Esfahan. 